# استخراج وتحميل وتحويل
يعد الاستخراج والتحميل والتحويل (بالإنجليزية: Extract, load, transform)‏ (ELT) بديلاً للاستخراج والتحويل والتحميل (ETL) المستخدم مع تطبيقات بحيرة البيانات (بالإنجليزية: Data lake)‏. على عكس ETL، في نماذج ELT، لا تُحول البيانات عند الدخول إلى بحيرة البيانات، ولكن تُخزن في تنسيقها الخام الأصلي. هذا يتيح أوقات تحميل أسرع. ومع ذلك، تتطلب ELT قوة معالجة كافية داخل محرك معالجة البيانات لإجراء التحويل عند الطلب، لإرجاع النتائج في الوقت المناسب. نظرًا لأن البيانات لا تُعالج عند الإدخال إلى بحيرة البيانات، لا يحتاج الاستعلام والمخطط إلى تعريف مسبق (على الرغم من أن المخطط غالبًا ما يكون متاحًا أثناء التحميل نظرًا لأن العديد من مصادر البيانات مستخرجة من قواعد البيانات أو أنظمة البيانات المنظمة المماثلة وبالتالي لديك مخطط مرتبط). ELT هو نموذج خط أنابيب البيانات.